# سابليوس
ولد سابلّيوس في نهاية القرن الثاني ومات عام 261 م وأصبح كاهنا وهو ليبي الجنسية تعلّم في روما. ومن ثم أتى مصر وأضل كثيرين ببدعة مؤداها أن الله نفسه هو الذي كفر عن خطايا البشر وأنكر الأقانيم الثلاثة هذه البدعة التي جددها فيما بعد رجل يدعى أوسابيوس مجدد بدعة سابلّيوس قال فيها أن الأقانيم وجوه ثلاثة وليست طبيعة في جوهر الله فسمى الله قبل التجسد (آب) وفي تجسده يسمى (ابن) وفي عطاياه يسمى (الروح القدس). وعقد ديونيسيوس الاسكندرى مجمعا في الإسكندرية سنة 261م حرم فيه سابيلوس ولكن أتباعه لجأوا إلى أسقف رومية وكان يدعى ديونيسيوس أيضا واتهموا بطريركهم الاسكندرى بالهرطقة. وفي تسرع حرم الأسقف الروماني البطريرك الاسكندرى وأرسل له رسالة إلى الأسقف ديونيسيوس الروماني أفهمه فيها بالأمر فشعر أسقف رومية بخطأه وانتهى النزاع الذي يسمونه تاريخيا (نزاع الدينيسيون).
وتتلخص تعاليم هذه البدعة فيما يلي:
الله الأزلي الذي خلق العالم وكل ما فيه خرج عن صمته وعن راحته بخلق هذا العالم، وعندما خلقه أصبح الله الآب.
عند التجسد، فالله نفسه، نفس الشخص والجوهر هو الذي تجسّد في الإنسان يسوع الناصري أي أن الإله الذي تجسّد في يسوع الناصري ليس الابن أو اللوغوس بل هو الله نفسه، أي أن الآب أصبح ابناً وهو الذي صُلب وتألم ومات.
بعد الصعود، فالروح الذي حلّ على التلاميذ يوم الخمسين هو نفس الشخص الذي كان يعمل في العهد القديم، وهو نفسه الذي صار ابناً.
أي أن الآب والابن والروح القدس هم طرق أعلن بها الأقنوم الواحد عن ذاته. فكان الآب قبل التجسد، وأظهر نفسه -الآب-كابن منذ التجسد إلى الصعود، فالروح القدس فيما بعد الصعود.
وقال القديس أبيفانيوس عن أصحاب هرطقة سابلّيوس: كل خطأهم وقوته هو أنهم يأخذون (يستخرجون) عقائدهم من بعض الأبوكريفا، خاصة المسمّى "إنجيل المصريين"، كما يسميه البعض، لأنه مكتوب فيه مثل هذه الأشياء الناقصة كأنها جاءت سراً من المخلص، كالتي كشفها للتلاميذ أن الأب والابن والروح القدس واحد ونفس الشخص والأقنوم.